# Henri Derringer
Pour les articles homonymes, voir Derringer.

Maréchal-des-Logis Henri DERRINGER (21 ans) sur "Quina V" 1er prix du Haut-Barr

Henri, Guillaume Derringer, alias « Commandant Henry - Abbé Pellegrin - Cervelet », né le 13 février 1905 à Lunebourg et décédé le 1er décembre 1974 à Bischoffsheim, est un résistant et officier de carrière français d'origine allemande.

## Biographie
Né dans l'empire allemand, Henri Derringer est le fils de Henri Derringer et de Anna Augusta Jaeckel. Il a quatre frères (Walter, Alfred, Oscar, Paul) et quatre sœurs (Alma, Erika, Anne, Herta),.
Le 9 octobre 1922, il s'engage dans la Légion étrangère et rejoint le 1er régiment étranger à Sidi-Bel-Abbès. Il participe à plusieurs campagnes en Afrique du Nord comme celle du Rif où il gagne la Croix de guerre des Théâtres d'opérations extérieurs,.
En 1930, il est naturalisé français et reste dans l'armée française,.
Affecté au 5e régiment de cuirassiers à Strasbourg, il y est nommé, le 15 octobre 1936, adjudant, puis adjudant-chef le 19 janvier 1940.

### Seconde Guerre mondiale
Pendant la campagne de France, il est blessé à cinq reprises. Le 6 juin 1940, touché grièvement, il est évacué du front, mais le 20, il est capturé par les Allemands à Concarneau. Le 25 juillet 1940, malgré son état de santé, il s'évade et rejoint son dépôt de cavalerie en zone libre.
Après l'Armistice, très bon cavalier et ayant gagné de nombreux concours hippiques, il est affecté comme maître de manège à l'école d'application de cavalerie et du train à Pau.
Le 28 août 1941, il est muté, à Lyon, au bureau des menées antinationales (BMA), le service de renseignement de l'armée d'armistice. Il fait partie de ceux chargés de développer le renseignement dans l'Est de la France. Il est en contact avec la Résistance alsacienne grâce à d'anciens camarades du 5e régiment de cuirassiers (5e RC) comme le docteur vétérinaire Charles Bareis. À Lyon, le commandant Guy d’Ornant (ancien du 5e RC), délégué de l’état-major de l’Armée auprès de la Septième colonne d'Alsace (réseau Martial), le met en rapport avec Paul Dungler et Marcel Kibler les responsables de ce réseau de résistants alsaciens. En avril 1942, il participe activement à la préparation de l'évasion du général Henri Giraud réalisée, entre autres, la Septième colonne d'Alsace (réseau Martial),.
Le 12 mai 1942, l'adjudant-chef Henri Derringer est fait chevalier de la Légion d'honneur.
Le 25 septembre 1942, il est nommé sous-lieutenant.
Le 11 novembre 1942, la zone libre est envahie (opération Anton) par les Allemands et les Italiens à la suite du débarquement allié en Afrique du Nord. L'armée d'armistice est dissoute et le 17 mars 1943, Henri Derringer passe clandestinement en Espagne où il est arrêté et interné à Barcelone. Libéré le 27 mai 1943, il rejoint Casablanca le 1er juin 1943. À son arrivée, il est affecté aux services spéciaux à Alger,.
Du 10 juin au 5 juillet 1943, il embarque à bord du sous-marin britannique HMS Sibyl afin de livrer des armes et des munitions aux résistants corses,.
Le 25 juin 194325, il est nommé lieutenant.
Du 7 au 28 août 1943, Henri Derringer suit un entraînement intensif à la Special Training School (STS) à Chorley.
Le 17 mars 1944, il est affecté à l'état-major des Forces françaises de l'Intérieur (FFI) dirigées par le général Pierre Koenig, qui le cite, le 31 mai 1944, à l'ordre de l'armée :

« Beau type d'officier français, organisateur actif, spécialiste du sabotage, a fait preuve, au cours de la lutte contre l'ennemi, des plus hautes qualités de courage et d'abnégation, dirigeant avec une rare compétence l'organisme dont il avait la responsabilité »

Le 1er septembre 1944, Henri Derringer est parachuté avec une équipe du 2e Special Air Service (SAS) pour assurer l'encadrement du Groupe mobile d'Alsace Vosges (GMA Vosges), qui doit intervenir sur les arrières des lignes allemandes. Mais les combats de la ferme de Viombois du 4 septembre voient la destruction de l'unité. Henri Derringer réussit à franchir les lignes ennemies pour rejoindre la 2e division blindée du général Leclerc.                    
Il continue les combats de la Libération à la tête d'un bataillon de marche composé principalement d'Alsaciens évadés de la Wehrmacht.

### Après-guerre
De 1945 à 1954, Henri Derringer dirige la direction des transports militaires par voie ferrée (DTMVF) puis nommé lieutenant-colonel, il commande un régiment de cavalerie en Algérie jusqu'à son départ à la retraite en 1958. Après avoir travaillé dix ans à la société Nord-Aviation, il s'installe définitivement à Bischoffsheim,.

## Distinctions
- Commandeur de la Légion d'honneur (chevalier le 12 mai 1942 ; officier le 12 avril 1947 ; commandeur le 31 juillet 1959)[6] ;
- Médaille de la Résistance française avec rosette (24 avril 1946)[7] ;
- Croix de guerre des Théâtres d'opérations extérieurs[1].